# Galaxiidae
Galaxiidae é uma família de peixes da ordem Osmeriformes. Podem ser encontrados no Hemisfério Sul, incluindo África do Sul, América do Sul, Nova Zelândia, Austrália, Lord Howe, Nova Caledônia e Ilhas Falkland.

## Gêneros
- Aplochiton
- Brachygalaxias
- Galaxias
- Galaxiella
- Lovettia
- Neochanna
- Paragalaxias